# Abronia
Abronia és un gènere de plantes herbàcies de la família de les Nictaginàcies. Inclou 86 espècies descrites i d'aquestes, només 20 acceptades.
Es tracta d'un gènere nadiu de l'oest d'Amèrica del nord, des de Wyoming a Texas, Califòrnia i el nord de Mèxic. Creix en sòls secs i sorrencs.

## Taxonomia
- Abronia alpina
- Abronia ameliae
- Abronia ammophila
- Abronia angustifolia
- Abronia argillosa
- Abronia bigelovii
- Abronia bolackii
- Abronia carletonii
- Abronia cycloptera
- Abronia elliptica
- Abronia fragrans
- Abronia latifolia
- Abronia macrocarpa
- Abronia maritima
- Abronia mellifera
- Abronia nana
- Abronia pogonantha
- Abronia turbinata
- Abronia umbellata
- Abronia villosa